# Leptopelis christyi
Espèce
Synonymes
- Hylambates christyi Boulenger, 1912
- Leptopelis budduensis Ahl, 1929

Statut de conservation UICN

 LC  : Préoccupation mineure
Leptopelis christyi est une espèce d'amphibiens de la famille des Arthroleptidae.

## Répartition
Cette espèce se rencontre au Congo-Kinshasa, en Tanzanie et en Ouganda.
Sa présence est incertaine au Rwanda et au Burundi.
L'appartenance spécifique des populations du Cameroun et du Gabon est discutée.

## Description
Les mâles mesurent de 36 à 41 mm et les femelles de 55 à 62 mm.

## Étymologie
Cette espèce est nommée en l'honneur du docteur Cuthbert Christy.

## Publication originale
- Boulenger, 1912 : Descriptions of new African Batrachians preserved in the British Museum. Annals and Magazine of Natural History, ser. 8, vol. 10, p. 140-142 (texte intégral).